# Ducula rubricera
Il piccione imperiale caruncolato o piccione imperiale dal bernoccolo rosso  (Ducula rubricera Bonaparte, 1854) è un uccello della famiglia dei Columbidi diffuso nell'arcipelago di Bismarck e nelle isole Salomone.

## Tassonomia
Comprende le seguenti sottospecie:
- D. r. rubricera (Bonaparte, 1854) - arcipelago di Bismarck;
- D. r. rufigula (Salvadori, 1878) - isole Salomone.